# Frilandsmuseet

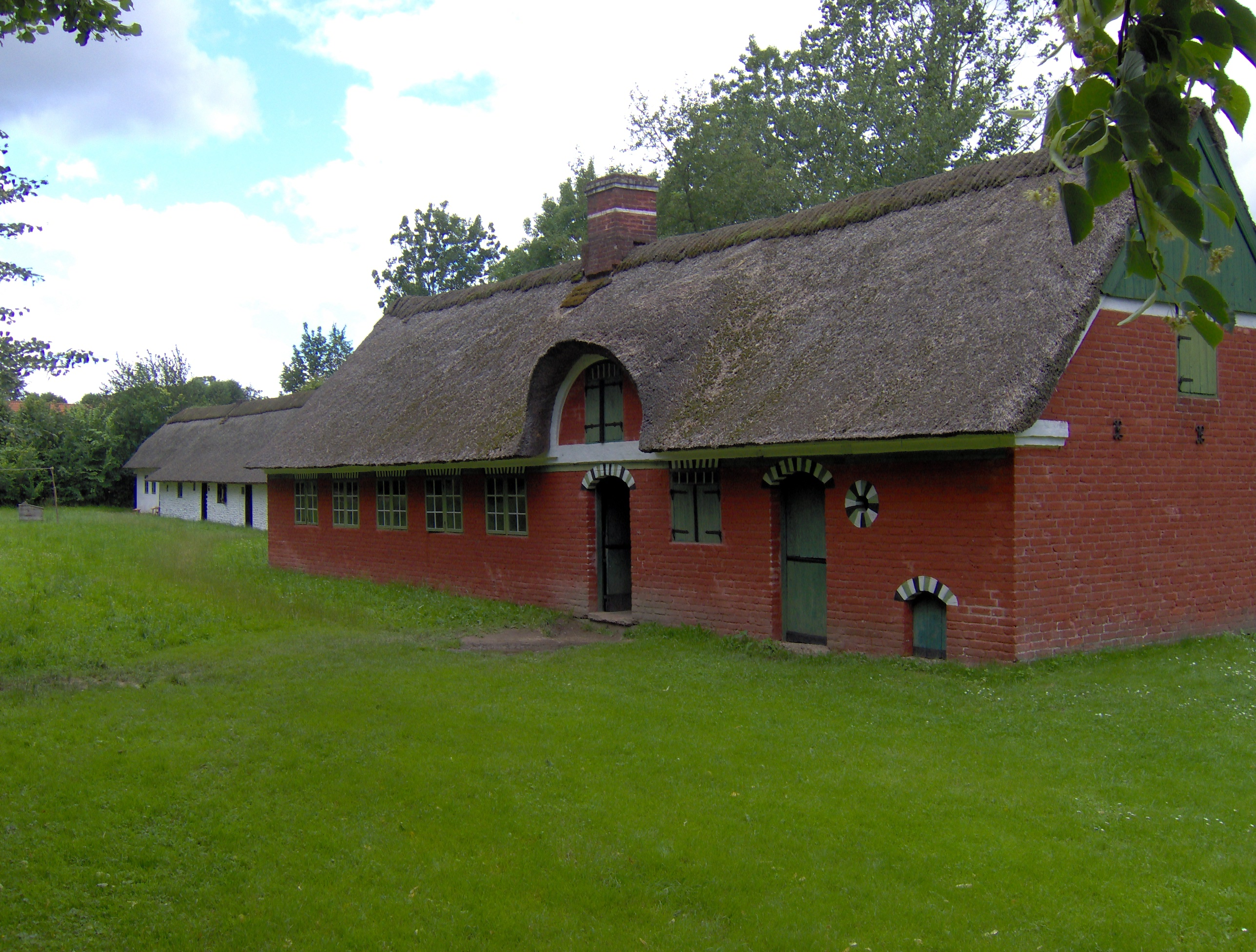
Gårdsbyggnad från Fanø, flyttad till Frilandsmuseet.

Frilandsmuseet – Det gamle Danmark är ett friluftsmuseum vid Kongens Lyngby norr om Köpenhamn. Museet öppnade 1897 som en del av Dansk Folkemuseum (på nuvarande plats sedan 1901). År 1920 blev det en del av Nationalmuseet.
På museet finns återuppbyggda landsbygdsbyggnader från olika delar av Danmark, Färöarna och de tidigare danska landsdelarna Skåne, Halland, Blekinge och Sydslesvig.